# Aniformák
Az aniformák (Crotophaginae) a madarak osztályának kakukkalakúak (Cuculiformes) rendjébe és a kakukkfélék (Cuculidae) családjába tartozó alcsalád.
A Sibley–Ahlquist-féle madárrendszertan Crotophagidae néven önálló családként tárgyalja leválasztva a kakukkfélék közül.

## Rendszerezés
Az alcsaládba az alábbi 2 nem és 4 faj tartozik.
- Crotophaga  (Linnaeus, 1758) – 3 faj
  - simacsőrű ani (Crotophaga ani)
  - barázdáscsőrű ani (Crotophaga sulcirostris)
  - nagy ani (Crotophaga major)

- Guira  (Lesson, 1830) – 1 faj
  - girakakukk (Guira guira)